# Полесская мысль
«Полесская мысль» — общественно-политическая и литературная газета радикально-либерального направления.
Издавалась с 16 (29) марта до 22 сентября (5 октября) 1909 в Гомеле на русском языке сначала ежедневно, а с 3 апреля три раза в неделю.
Редактор-издатель Г. М. Нейман, с 8 мая — издатель З.Л. Каганский, с 30 августа редактор — помощник присяжного повернного В.Л. Скловский.
Печатала статьи на общественно-политические, экономические и литературные темы, имела рубрики «Театр, музыка и искусство», «Местная хроника». Ориентировалась на еврейское население в городе, поэтому газету оставил публицист М. И. Кулябка-Корецкий. На последнем этапе издания стремилась защищать «мир между нацыональностыми», освещала «жизнь как христиан, так и еврейского населения» (11 декабря).
В цикле «Культурные очерки» газета пересказала содержание статьи А. Навины «Беларусы», опубликованного в книге «Формы национального движения в современных дяржавах», писала о государственном статусе белорусского языка в ВКЛ, роль БСГ, «Нашей доли» и «Нашей нивы», творчества Ф. Богушевича, Я. Лучины, Я. Купалы в национальном движении, отмечала перспективность белорусской национальной идеи (17 мая). Критически относилась к литовскому национальному движению, поддерживала «экономическую и политическую программу марксизма» в Литве (23 мая). Своего союзника видела в меньшевистской течения РСДРП, познакомила читателей с рефератом Г.В. Плеханова «Религиозные поиски в России» (13 августа).
В «Экономических заметках» критиковала правительство, которое стало «приказчиком капиталистов» (28 июля).
Пропагандировала творчество Л. Толстого, А. Чехова, неоднозначно оценивала модернистские течения в русской и западноевропейской литературы отмечала новаторство А. Блока, Ф. Салагуба, А. Стрынберга, критиковала ориентацию на безидеятельность театра и кинематографа, положительно оценила литературный сборник «Туманы» (Мн ., 1909).

## Литаратура
- Конан, У. «Полесская мысль» / Уладзімір Конан // Энцыклапедыя гісторыі Беларусі. Т. 5. — С. 543.